# Martin Buber

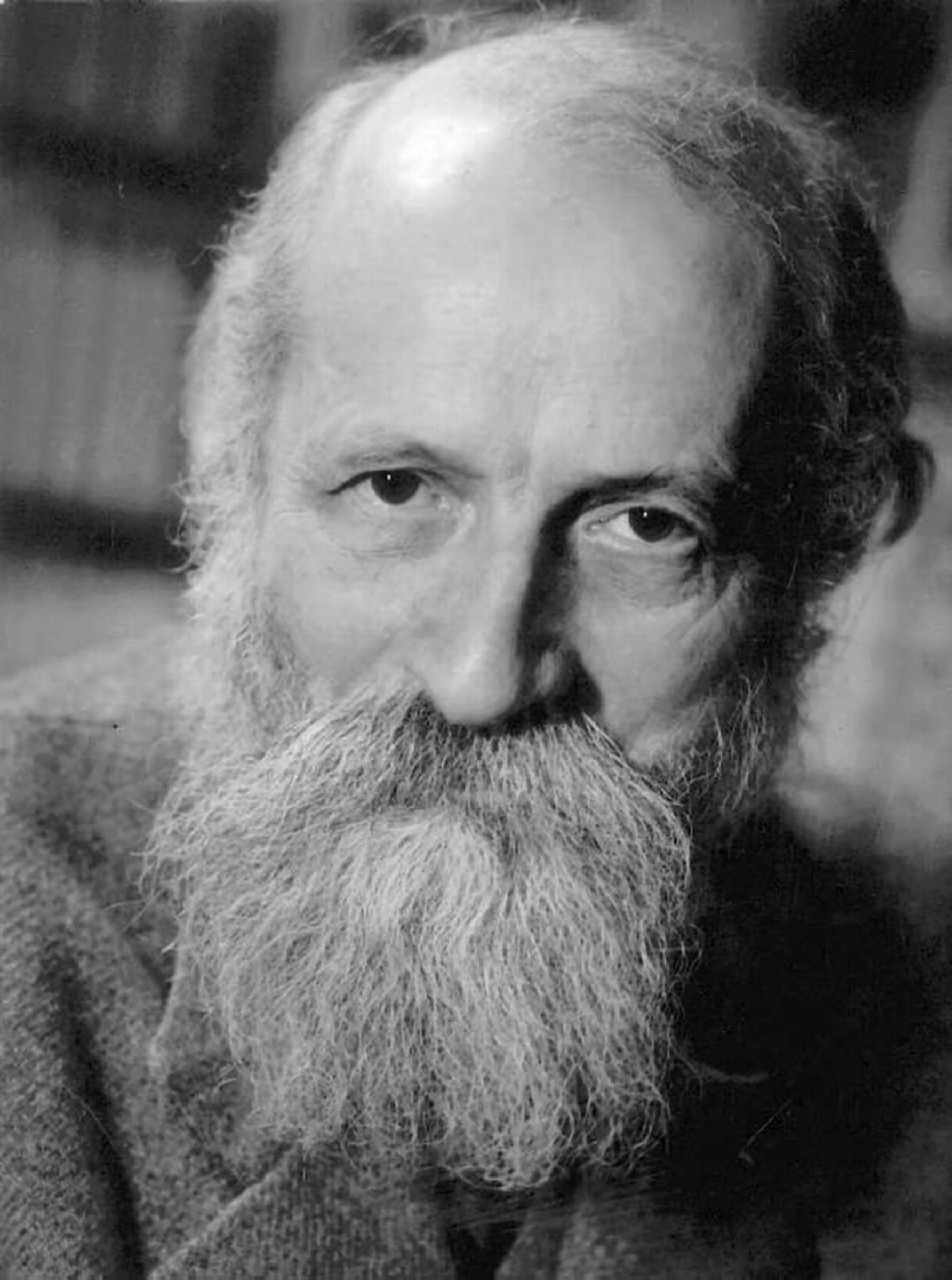
Martin Buber

Martin Buber (Hebreeuws: מרטין בובר, Jiddisch: מארטין בובער) (Wenen, 8 februari 1878 – Jeruzalem, 13 juni 1965) was een Oostenrijks-Israëlisch-joodse godsdienstfilosoof.

## Levensloop

### Chassidisme
Buber groeide op in het Galicische Lemberg (tegenwoordig Lviv, Oekraïne). Als kleinkind van de privéwetenschapper en midrasj-expert Salomon Buber was hij in zijn tijd een van de belangrijkste onderzoekers en verzamelaars op het gebied van de chassidische traditie van het Oost-Europese jodendom. Hoewel hij zichzelf eerder tot het Reformjodendom rekende, legde hij zich erop toe dat de westerse wereld deze orthodoxe en ultraorthodoxe mystieke beweging leerde begrijpen. Daartoe vertaalde hij talrijke vertellingen en tradities van het chassidisme naar het Duits en maakte ze op die manier bekend. In het bijzonder levert zijn omvangrijke tekstverzameling "Die Erzählungen der Chassidim" (in het Nederlands uitgegeven als "Chassidische vertellingen") daarvan een indrukwekkend getuigenis. Tijdens zijn leven was Buber een bemiddelaar tussen de bedreigde traditionele joodse wereld in het Oosten en de westerse wetenschappelijke en rationalistische moderne tijd.

### Theoloog en filosoof
Tezamen met de filosoof Franz Rosenzweig vertaalde Buber in de jaren 1926 tot 1936 de joodse Heilige Schrift, de Tenach, in het Duits. Daarbij ging het de beide geleerden vooral om de taalkundig precieze overdracht van de Hebreeuwse grondtekst met behoud van zijn volle betekenisrijkdom.
In zijn filosofische werken komt bij Buber vooral het thema van de dialoog tot uitdrukking. Zijn hoofdwerk draagt de titel "Ich und Du" (Ik en gij) en behandelt de verhouding van de mens tot God en de medemens als existentiële dialogische religieuze beginselen. Deze drukt later een stempel op Amitai Etzioni en het communitaristische denken.
Martin Buber had van 1924 tot 1933 een leeropdracht, en was honorair hoogleraar joodse geloofsleer en ethiek in Frankfurt aan de Main. In 1938 kon hij uit het nazistische Duitsland naar Jeruzalem ontkomen, waar hij tot 1951 aan de Hebreeuwse Universiteit van Jeruzalem les gaf in antropologie, sociologie, sociale psychologie en pedagogiek. Zijn woonhuis in Heppenheim werd tijdens de Kristallnacht op 9 november 1938 verwoest.

### Voorstander van één Arabisch-Joodse staat
Martin Buber was een religieuze zionist, maar heeft zich tot het laatst verzet tegen de oprichting van de staat Israël en bekritiseerde de nationalistische politieke zionisten als "missionarissen van het westen". Hij was, zoals andere zogenaamde 'Homeland' zionisten, waaronder Judah Magnes voorstander van één gemeenschappelijke Arabisch-Joodse staat, waarbinnen joden vooral hun spirituele identiteit tot ontwikkeling moesten brengen, maar geen politieke macht moesten nastreven.

### Prijzen

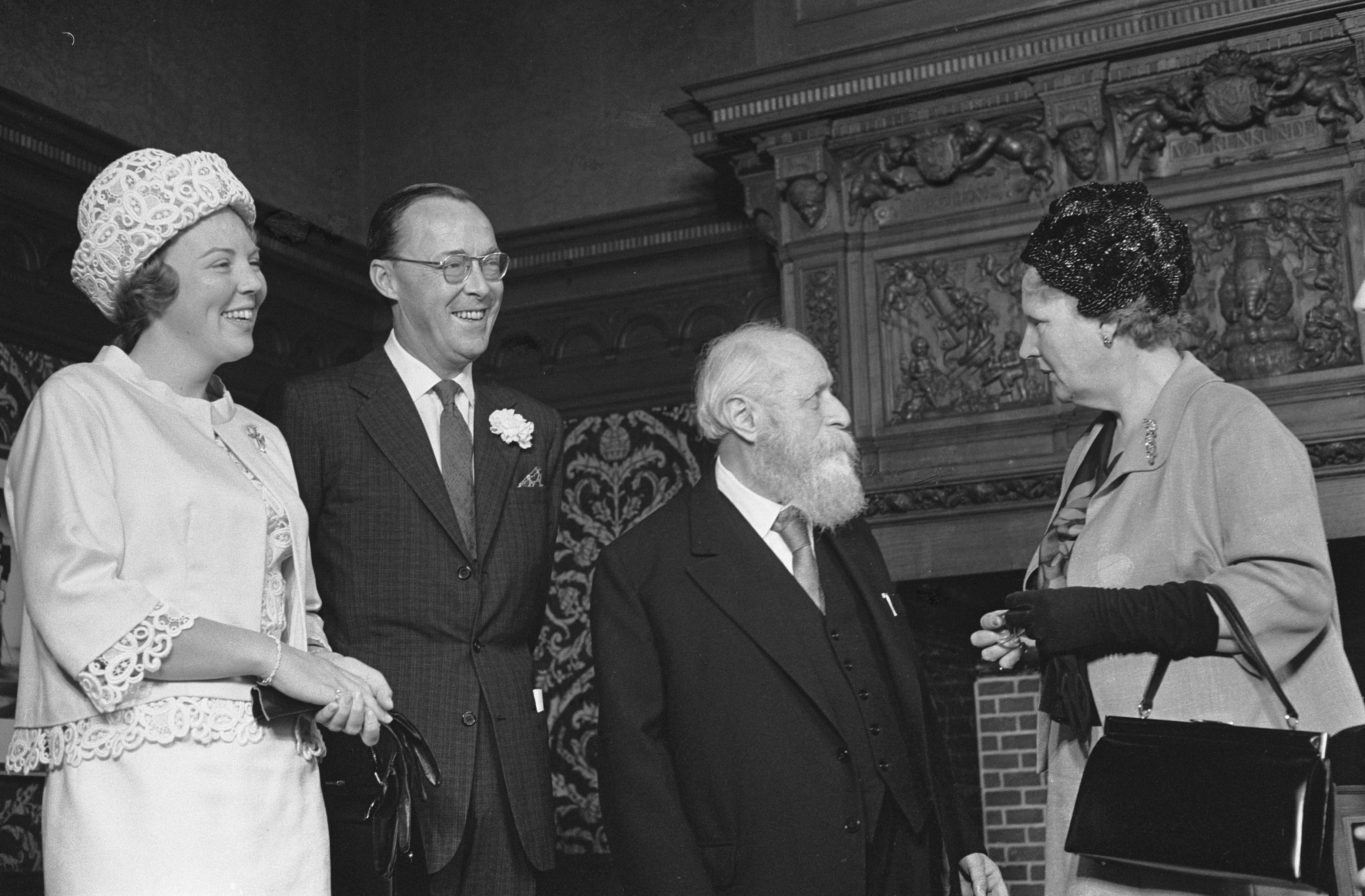
Martin Buber ontvangt de Erasmusprijs, in gesprek met koningin Juliana in 1963

Martin Buber ontving in 1953 de Vredesprijs van de Duitse Boekhandel en in 1958 de Goetheplaquette van de stad Frankfurt. In 1963 ontving hij de Erasmusprijs.
Tot op heden wordt jaarlijks de naar hem genoemde Buber-Rosenzweig-medaille verleend door de Duitse coördineringsraad van de Maatschappij voor christelijk-joodse samenwerking aan personen die zich bijzonder inzetten voor de christelijk-joodse dialoog. Sinds 2002 wordt jaarlijks op Rolduc de Martin Buber-penning uitgereikt door Stichting Euriade.

## Werken
- Geschichte des Individuationsproblems (1904) De geschiedenis van het moderne individu ISBN 9039108935
- Die Geschichte des Rabbi Nachman (1906)
- Die fünfzigste Pforte (1907)
- Ich und Du (1923), Ned. vert. I.J. van Houte,[3] Ik en gij (1959); M. Storm, Ik en jij (1998) en K. Waaijman, De mystiek van ik en jij (1976)
- serie Die Schrift. Verdeutscht von Martin Buber gemeinsam mit Franz Rosenzweig (1926-1938)
- Das Buch der Preisungen (1935)
- Worte an die Jügend (1938)
- Die Predigt des neuen Jahrs (1941)
- Der Weg des Menschen : nach der chassidischen Lehre (1948)
- Gog und Magog - eine Chronik (1949)
- Zwei Glaubensweisen (1950)
- Urdistanz und Beziehung (1951)
- Bilder von Gut und Böse (1952)
- Die Chassidische Botschaft (1952)
- Recht und Unrecht - Deutung einiger Psalmen (1952)
- An der Wende : Reden über das Judentum (1952)
- Zwischen Gesellschaft und Staat (1952)
- Das echte Gespräch und die Möglichkeiten des Friedens (1953)
- Einsichten - aus den Schriften gesammelt (1953)
- Reden über Erziehung (1953)
- Gottesfinsternis : Betrachtungen zur Beziehung zwischen Religion und Philosophie (1953)
- Hinweise : gesammelte Essays (1953)
- Das Problem des Menschen (oorspr. Hebreeuws 1943, Duitse editie 1954)
- Die Schriften über das dialogische Prinzip (1954)
- Die fünf Bücher der Weisung - Zu einer neuen Verdeutschung der Schrift (met Franz Rosenzweig, 1954)
- Sehertum - Anfang und Ausgang (1955)
- Die Geschichten des Rabbi Nachman (1955)
- Der Mensch und sein Gebild (1955)
- Die Erzählungen der Chassidim (bis 1949), Ned. vert. Ds. L.S. Blom, Chassidische vertellingen (1967)
- Schuld und Schuldgefühle (1958)
- Begegnung : autobiographische Fragmente (1960)
- Der Jude und sein Judentum (1963)
- Gottesfinsternis (1952), Ned. vert. K.H. Kroon, Godsverduistering
- Reden über Erziehung (2000): Rede über das Erzieherische (1919); Bildung und Weltanschauung (1935); Über Charaktererziehung (1939)
- Der Weg des Menschen, Ned. vert. Louise Moor, De weg van de mens, volgens de Chassidische leer (1964)
- Ereignisse und Begegnungen, Ned. vert. A.G. Kammerer, Voorvallen en ontmoetingen (1964)